# 姶良市立山田中学校
姶良市立山田中学校（あいらしりつ やまだちゅうがっこう）は、鹿児島県姶良市下名にある公立中学校。

## 概要
旧姶良町北部の姶良市下名に所在し、現在は、1学年1学級で生徒数は少なく、昭和63年に廃校となった北山中学校を統合している。

## 沿革
1947年（昭和22年）4月1日、学制改革により山田村立山田中学校として創立した。しかし校舎はまだなく、山田小学校の講堂を借りて暫定授業を行っていた。5月12日、山田村の飛地である辺川地区に鎮守分校を設置したが、飛地解消のため1952年（昭和27年）10月15日辺川地区が加治木町に編入されたため、加治木中学校の分校となっている。1947年8月に山田村青年学校跡地（1万7460平方メートル）に校舎を建築し12月に7012平方メートルの校舎が完成した。1948年（昭和23年）2月15日から新校舎に移転している。1955年（昭和30年）、町村合併により姶良町立となり、同時に従来の町村境界を越えた校区再編により従来帖佐中学校校区だった、三叉小学校校区の寺師・住吉・深水集落が校区に編入されている。1988年（昭和63年）、生徒数減少により北山中学校を統合している。
山田中学校に統合された北山中学校は、1947年（昭和22年）5月2日創立し、校区は成美小学校、堂山小学校、木津志小学校の全域であった。後にこれらの学校は北山小学校に統合されている。生徒数減少により1988年（昭和63年）3月31日をもって閉校となり、山田中学校に統合された。現在跡地は北山野外研修センターとなっている。

### 年表
- 1947年（昭和22年） — 4月1日創立、5月1日開校式、5月12日鎮守分校開設、12月校舎完成、鎮守分校校舎完成
- 1948年（昭和23年） — 2月15日新校舎で授業開始、4月校章制定
- 1951年（昭和26年） — ルース台風により校舎損壊、小学校で分散授業
- 1952年（昭和27年） — 10月15日鎮守分校が加治木中学校の分校に、12月新校舎完成（使用開始は1953年1月1日）
- 1955年（昭和30年） — 町村合併により姶良町立に、校区変更
- 1956年（昭和31年） — 校舎増築、校歌制定
- 1961年（昭和36年） — 体育館459平方メートル完成
- 1966年（昭和41年） — 山田小学校と共同の給食室完成、完全給食実施
- 1968年（昭和43年） — 校旗制定
- 1980年（昭和55年） — 新校舎完成
- 1987年（昭和62年） — 新体育館完成
- 1988年（昭和63年） — 北山中学校を合併
- 2010年（平成22年） — 合併により姶良市立山田中学校となる。

### 年表（北山中学校）
- 1947年（昭和22年） — 5月2日山田村立北山中学校として創立、暫定的に成美小学校講堂を使用
- 1948年（昭和23年） — 校舎635平方メートル完成移転
- 1950年（昭和25年） - 1953年（昭和28年） — この時期継続的に校舎増築・校庭造成
- 1956年（昭和31年） — 校歌制定
- 1957年（昭和32年） — ミルク給食D型開始
- 1960年（昭和35年） — 校庭拡張工事完成
- 1962年（昭和37年） — 体育館完成
- 1966年（昭和41年） — 校旗制定
- 1967年（昭和42年） — 給食室完成、完全給食開始
- 1970年（昭和45年） — 特別教室完成
- 1977年（昭和52年） — 鉄筋2階建て新校舎完成
- 1988年（昭和63年） — 閉校

## 校区
- 山田小学校 全域
- 北山小学校 全域
- 三船小学校 一部（三船小の校区は、山田中・帖佐中に分かれている）

## 制服
男子は、冬服は学生服、女子はセーラー服である。

## 進路先
主な進学先は、蒲生高校、加治木高校、加治木工業高校などに進学する。